# Юньга (река)

Юньга — река в Каменском районе Пензенской области. Исток реки находится к югу от села Соболевка, устье — у села Крыловка, в 78 км по левому берегу реки Чембар. Длина реки — 26 км, площадь её водосборного бассейна — 149 км².

## Данные водного реестра
По данным государственного водного реестра России относится к Донскому бассейновому округу, водохозяйственный участок реки — Ворона, речной подбассейн реки — Хопер. Речной бассейн реки — Дон (российская часть бассейна).